# Triathlon ai Giochi panamericani

La gara di triathlon è stata ammessa ai Giochi Panamericani a partire dalla XII edizione che si è svolta a Mar del Plata in Argentina nel 1995.
Il triathlon è uno sport multidisciplinare individuale articolato su tre prove di nuoto, ciclismo e corsa a piedi che si svolgono in sequenza senza interruzione. Le distanze adottate nel triathlon olimpico, sia maschile sia femminile, sono le seguenti:
- 1,5 km a nuoto
- 40 km in bicicletta
- 10 km di corsa

## Uomini
| Edizione | Oro               | Prest.   | Argento             | Prest.   | Bronzo          | Prest.   |
| -------- | ----------------- | -------- | ------------------- | -------- | --------------- | -------- |
| 1995     | Leandro Macedo    | 1.51'14" | Mark Bates          | 1.51'36" | Oscar Galíndez  | 1.52'10" |
| 1999     | Gilberto González | 1.48'17" | Hunter Kemper       | 1.48'49" | Simon Whitfield | 1.49'17" |
| 2003     | Hunter Kemper     | 1.52'00" | Vigilio de Castilho | 1.52'50" | Oscar Galíndez  | 1.52'59" |
| 2007     | Andy Potts        | 1.52'31" | Brent McMahon       | 1.52'38" | Juraci Moreira  | 1.52'54" |
| 2011     | Reinaldo Colucci  | 1.48'02" | Manuel Huerta       | 1.48'09" | Brent McMahon   | 1.48'22" |
| 2015     | Crisanto Grajales | 1.48'58" | Kevin McDowell      | 1.48'59" | Irving Perez    | 1.49'05" |
| 2019     | Crisanto Grajales | 1.50'39" | Manoel Messias      | 1.50'55" | Luciano Taccone | 1.51'03" |

## Donne
| Edizione | Oro             | Prest.   | Argento              | Prest.   | Bronzo                     | Prest.   |
| -------- | --------------- | -------- | -------------------- | -------- | -------------------------- | -------- |
| 1995     | Karen Smyers    | 2.04'52" | Kristie Otto         | 2.07'17" | Fiona Cribb                | 2.08'14" |
| 1999     | Sharon Donnelly | 1.59'14" | Carla Moreno         | 1.59'32" | Carol Montgomery           | 2.00'14" |
| 2003     | Jill Savege     | 1.58'29" | Sheila Taormina      | 2.00'12" | Becky Gibbs                | 2.00'36" |
| 2007     | Julie Ertel     | 1.57'23" | Sarah Haskins        | 1.57'46" | Lauren Groves              | 1.59'50" |
| 2011     | Sarah Haskins   | 1.57'37" | Barbara Riveros Diaz | 2.00'23" | Pamela Nascimento Oliveira | 2.00'32" |
| 2015     | Barbara Riveros | 1.57'18" | Paola Diaz           | 1.57'48" | Flora Duffy                | 1.57'56" |
| 2015     | Luisa Baptista  | 2.00'55" | Vittoria Lopes       | 2.01'27" | Cecilia Pérez              | 2.02'07" |

## Medagliere
| #      | Nazione     | Oro | Argento | Bronzo | Totale |
| ------ | ----------- | --- | ------- | ------ | ------ |
| 1      | Stati Uniti | 5   | 5       | 1      | 11     |
| 2      | Brasile     | 4   | 4       | 2      | 10     |
| 3      | Canada      | 2   | 4       | 5      | 11     |
| 4      | Messico     | 2   | 1       | 3      | 6      |
| 5      | Cile        | 1   | 1       | 0      | 2      |
| 6      | Venezuela   | 1   | 0       | 0      | 1      |
| 7      | Argentina   | 0   | 0       | 3      | 3      |
| 8      | Bermuda     | 0   | 0       | 1      | 1      |
| Totale | Totale      | 15  | 15      | 15     | 36     |

## Edizioni
| Ed. | Ed. Giochi | Anno | Sede            | Nazione         |
| --- | ---------- | ---- | --------------- | --------------- |
| 1   | XII        | 1995 | Mar del Plata   | Argentina       |
| 2   | XIII       | 1999 | Winnipeg        | Canada          |
| 3   | XIV        | 2003 | Santo Domingo   | Rep. Dominicana |
| 4   | XV         | 2007 | Rio de Janeiro  | Brasile         |
| 5   | XVI        | 2011 | Puerto Vallarta | Messico         |
| 6   | XVII       | 2015 | Toronto         | Canada          |